# Film szpiegowski

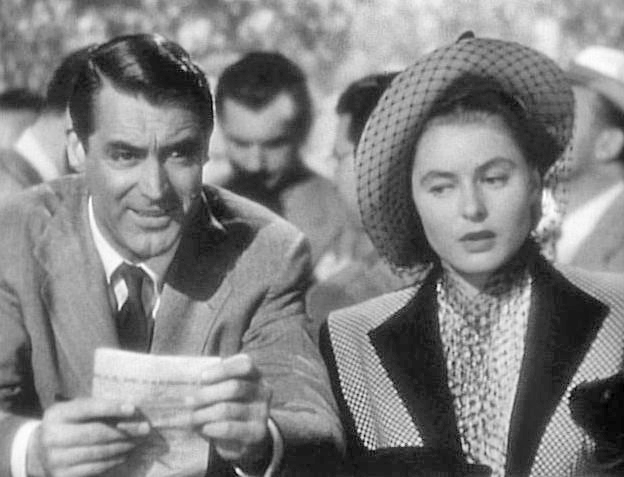
Kadr z filmu szpiegowskiego Osławiona (1946)

Film szpiegowski – określenie gatunku dzieł filmowych, których fabuła osnuta jest wokół tematyki szeroko pojętego szpiegostwa.
Pierwsze filmy szpiegowskie powstawały jeszcze w czasach kina niemego. Okres prosperity przeżywał gatunek pod koniec lat 30. XX w. − do popularyzacji przyczynił się zwłaszcza Alfred Hitchcock, twórca takich filmów o tematyce szpiegowskiej, jak 39 kroków (1935) lub Starsza pani znika (1938). Kolejny okres bujnego rozwoju przyszedł na przełomie lat 50. XX w. i 60. XX w. i był związany z napięciem zimnej wojny.
Popularność zyskała pentalogia: Teczka Ipcress (The Ipcress File, 1965), Pogrzeb w Berlinie (Funeral in Berlin, 1966), Mózg za miliard dolarów (Billion Dollar Brain, 1967), Czerwona zagłada (Bullet to Beijing, 1995) i Rosyjski łącznik (Midnight in Saint Petersburg, 1996). Filmy te przedstawiają działania wywiadowcy imieniem Harry Palmer, którego grał Michael Caine.
Największą popularność filmów o tej tematyce zdobyła seria filmów o Jamesie Bondzie, poczynając od pierwszego z cyklu Doktora No (1962), choć mają niewiele wspólnego z rzeczywistym wywiadem.